# 엔티비 (음악 그룹)
엔티비(NTB)는 대한민국 서울특별시의 하이 초이스 엔터테인먼트가 결성한 대한민국의 보이 밴드이다. 2018년 5월 28일 Dramatic으로 데뷔했다.

## 구성원
- 엘민
- 서웅
- 지오
- 영보
- 재하
- 효빈

## 디스코그래피

### EP
- Dramatic - 2018년 5월 28일